# Танковый трал
Танковый трал — разновидность минного трала: навесное оборудование танка, бронированного тягача либо специализированной машины, которое предназначается для преодоления либо расчистки противотанковых минных заграждений.

## Классификация

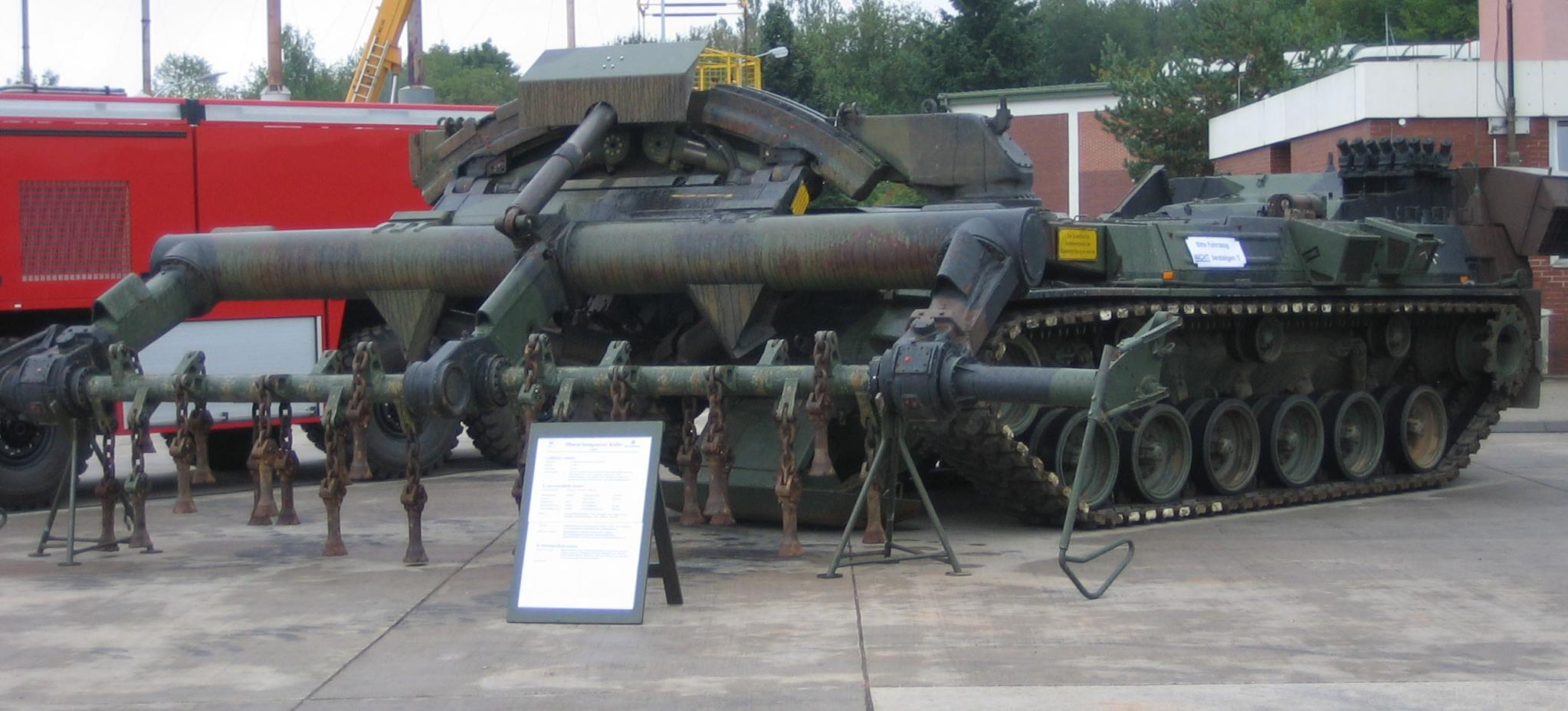
Современный германский танк-тральщик Keiler, оснащённый бойковым тралом

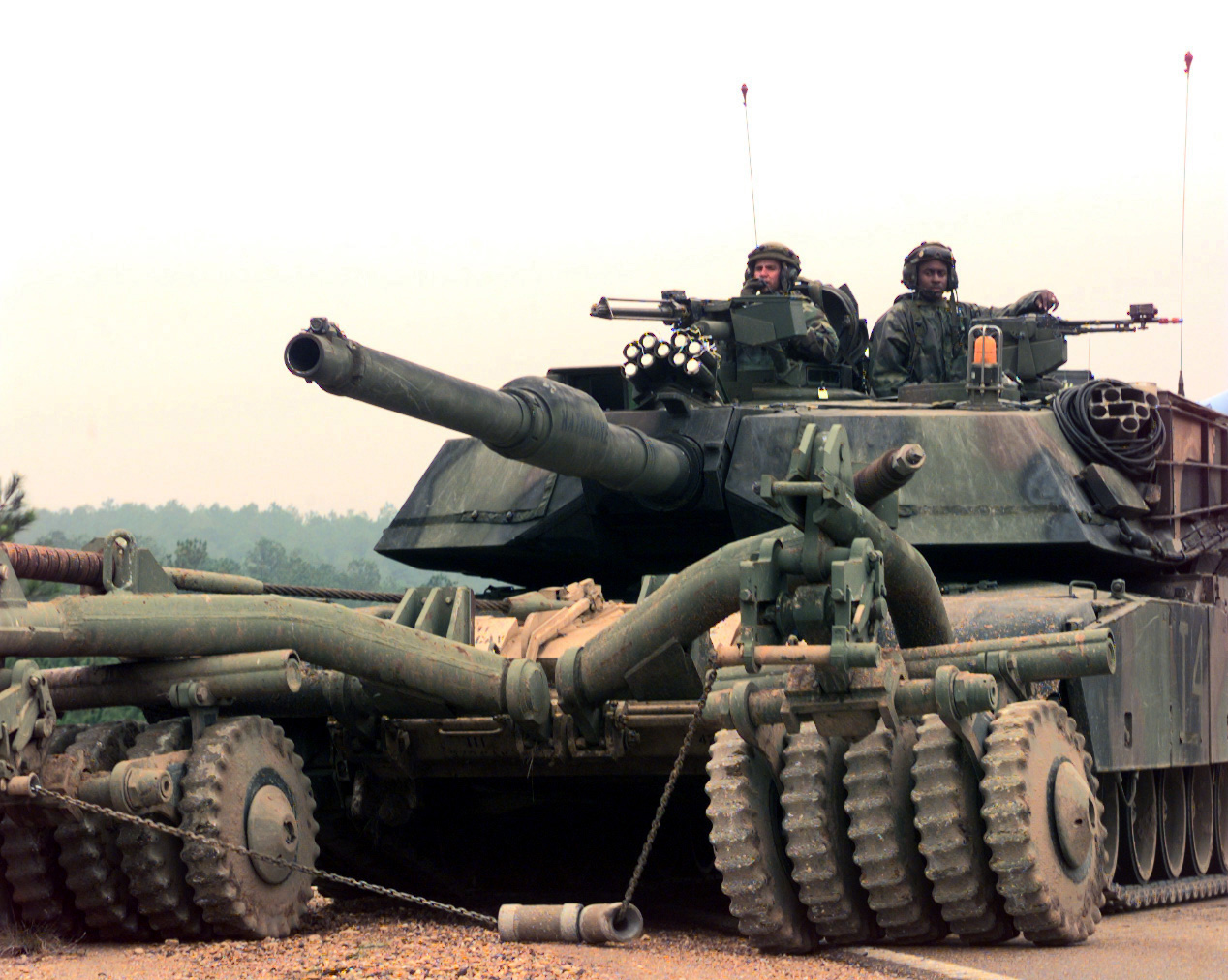
Основной боевой танк M1 Abrams с катковым минным тралом

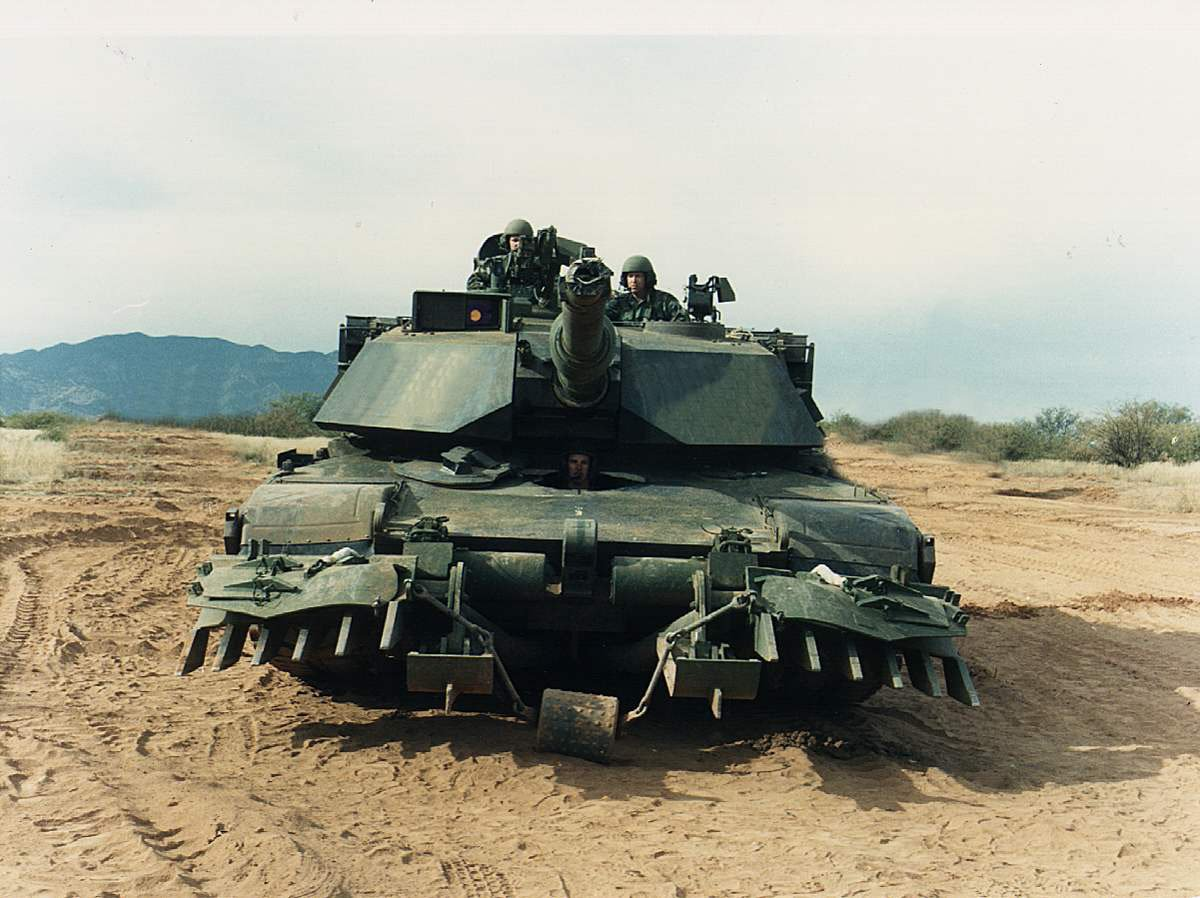
Основной боевой танк M1 Abrams с ножевым минным тралом

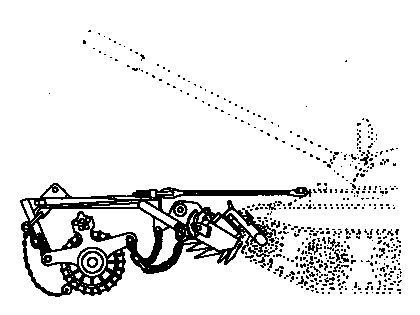
Схема советского комбинированного катково-ножевого минного трала. Ножевая часть поднята

В зависимости от типа рабочего органа танковые тралы подразделяются на бойковые, катковые, ножевые (выпахивающие) и комбинированные, а в зависимости от характера проделываемого прохода — на колейные и создающие сплошные проходы.

### По характеру проделываемого прохода

#### Колейный минный трал
Колейные минные тралы (КМТ) за один заход проделывают в минном поле проход, состоящий из двух колей; получили значительное распространение из-за небольшой массы. Операции по расширению прохода и протраливанию межколейной полосы осуществляются путём одновременного использования трёх-четырёх колейных тралов, трёх-четырёхкратным проходом одиночного либо без их использования — вручную или взрывным способом. Для защиты машины от подрыва на штырьевых минах колейные тралы оснащаются специальным устройством, представляющим собой горизонтальную цепь или штангу и вызывающим срабатывание мин данного типа, оказавшихся между колеями траления. Для прохождения по колеям танка-тральщика движущихся за ним машин без предварительного расширения прохода могут использоваться специальные метки светящейся краской, пиросигналы либо указатели.

#### Трал, создающий сплошной проход
Данный тип минных тралов сравнительно малораспространён в силу значительной массы, затрудняющей их использование на танках в силу сопутствующего снижения боевых возможностей. Используется на машинах, предназначенных для расчистки минных полей после завершения боевых действий.

### По типу рабочего органа

#### Бойковый минный трал
Бойковый минный трал представляет собой располагающийся над землёй горизонтальный барабан, на котором крепится большое количество оснащённых ударными наконечниками цепей. Во время траления барабан начинает вращаться с большой скоростью, а цепи с силой ударяют по грунту, подрывая либо отбрасывая мины. Бойковые тралы отличаются надёжностью, однако скорость их работы значительно ниже, чем у минных тралов другой конструкции, и дополнительно снижается сопровождающей траление завесой из пыли и частиц грунта.

#### Катковый минный трал
Катковые минные тралы производят расчистку минных заграждений путём передачи давления стальных катков на мины нажимного действия, что приводит к подрыву последних. Для обеспечения большего давления катки делаются максимально тяжёлыми: центр тяжести выносится максимально вперёд, часть веса машины может передаваться на трал через гидропневматические устройства; они могут быть как взрывоустойчивыми, так и невзрывоустойчивыми. Скорость траления — 8—12 км/ч.

#### Ножевой минный трал
Ножевые минные тралы — индивидуальное средство преодоления минных заграждений, представляющее собой отвал с укреплёнными на его нижней кромке специальными ножами. Выпахивают мины перед гусеницами танка при помощи ножей, после чего извлечённые мины отбрасываются за внешнюю границу прохода отвалом. При использовании на мягких и сыпучих грунтах ножевые тралы значительно эффективней катковых, также эффективны на заснеженных почвах — однако не могут применяться на каменистых и плотных грунтах. Скорость траления — 6-12 км/ч.

#### Комбинированный минный трал
В конструкции комбинированных минных тралов одновременно используются несколько принципов расчистки прохода. Широкое распространение получили катково-ножевые минные тралы.